# Dislocation Blues
Dislocation Blues est un album de blues enregistré en duo par Chris Whitley et Jeff Lang, sorti en 2006 sur le label australien ABC Music, produit par Jeff Lang.
Chris Whitley et Jeff Lang s'étaient rencontrés en 1993 et étaient devenus amis. Ce n'est qu'en 2004 que l'idée de concrètement réaliser un album ensemble pu se réaliser. L'album sera composé au fil des tournées partagées par les deux artistes en Australie et aux États-Unis, puis sera enregistré en avril 2005 à Melbourne, produit par Jeff Lang, qui se chargera également du mixage de l'album.
L'album est constitué de compositions originales, de titres déjà enregistrés sur d'autres albums, ainsi que de reprises (dont deux titres de Bob Dylan). 

## Musiciens
- Chris Whitley : Chant, guitare National Acoustic, guitare électrique
- Jeff Lang : Chant, guitare, lap steel, banjo
- Grant Cummerford : Basse, contrebasse
- Ashley Davies : Batterie

## Liste des Titres
| No  | Titre                       | Musique                           | Durée |
| --- | --------------------------- | --------------------------------- | ----- |
| 1.  | Stagger Lee                 | traditionnel /Whitley, Lang       | 07:26 |
| 2.  | Twelve Thousand Miles       | Lang                              | 04:36 |
| 3.  | When I Paint My Masterpiece | Dylan                             | 05:00 |
| 4.  | Rocket House                | Whitley                           | 05:08 |
| 5.  | The Road Leads Down         | Lang                              | 02:51 |
| 6.  | Dislocation Blues           | Whitley                           | 05:27 |
| 7.  | Forever In My Life          | Nelson                            | 03:54 |
| 8.  | Velocity Girl               | Whitley                           | 04:52 |
| 9.  | Ravenswood                  | Lang                              | 05:22 |
| 10. | Underground                 | Lang, Whitley, Cummerford, Davies | 04:18 |
| 11. | Changing Of The Guard       | Dylan                             | 06:42 |
| 12. | Motion Bride                | Whitley, Lang                     | 12:32 |